# 拉博姆
拉博姆（法語：Labeaume，法語發音：[labom]）是法国阿尔代什省的一个市镇，属于拉让蒂耶尔区。

## 地理
拉博姆（44°26'57"N, 4°18'24"E）面积17.76 平方千米，位于法国奥弗涅-罗讷-阿尔卑斯大区阿尔代什省，该省份为法国东南部内陆省份，北起顺时针与卢瓦尔省、伊泽尔省、德龙省、沃克吕兹省、加尔省、洛泽尔省和上盧瓦爾省接壤。
与拉博姆接壤的市镇（或旧市镇、城区）包括：绍宗、茹瓦约斯、维瓦赖地区洛拉克、蒙雷阿勒、罗西耶尔、吕翁斯、圣阿尔邦-欧里奥勒。

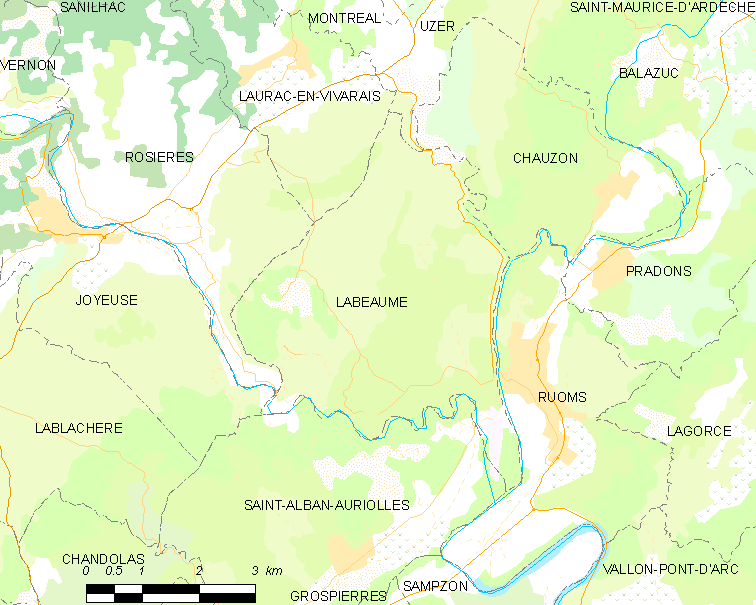
拉博姆的OSM定位图

拉博姆的时区为UTC+01:00、UTC+02:00（夏令时）。

## 行政
拉博姆的邮政编码为07120，INSEE市镇编码为07115。

## 政治
拉博姆所属的省级选区为瓦隆蓬达尔克县。

## 人口

1962-2008年间拉博姆人口变化图示

拉博姆于2022年1月1日时的人口数量为684人。